# Парламентські вибори у Греції (вересень 2015)

## Предісторія
Вибори до парламенту Греції мали відбутися у 2019 році, за 4 роки по парламентським виборам у січні 2015. Але 20 серпня прем'єр-міністр Греції Алексіс Ципрас оголосив про свою відставку і закликав провести дострокові парламентські вибори. 28 серпня президент Греції призначив вибори на 20 вересня 2015. Це вже четверті вибори за менш ніж чотири роки (попередні були у травні і червні 2012 року і січні 2015.

## Передмова
Після виборів у лютому 2015 перемогла партія «СІРІЗА» (інша назва - «Коаліція радикальних лівих») сформувала правлячу коаліцію, домовившись про співпрацю з вкрай правою партією «Незалежні греки». Головною метою коаліції, як було оголошено, стане боротьба із заходами економії, які Греція зобов'язана виконувати, щоб отримати економічну допомогу від МВФ і ЄС. Після кількох місяців переговорів прем'єр-міністр Греції Алексіс Ципрас уклав угоду з кредиторами за новою програмою допомоги через Європейський стабілізаційний механізм. За цією програмою Греція отримає 86 млрд євро з 2015 по 2018 рік. Для підтримки економічного зростання і створення робочих місць в Греції Європейська комісія додатково мобілізує для країни до 35 мільярдів євро до 2020 року. Інвестиційний план Європейської комісії для Європи. Також надасть фінансову допомогу Греції поряд з іншими країнами ЄС, страждаючими від падіння економіки і безробіття. У свою чергу, Греція зобов'язалася впорядкувати систему ПДВ і розширити податкову базу для збільшення доходів; реформувати пенсійну систему; забезпечити повну юридичну незалежність Грецької статистичної служби; прийняти закон про обов'язкове скорочення витрат бюджету, якщо бюджетний профіцит не досягає встановлених значень; реформувати правосуддя з метою прискорити судовий процес і знизити витрати; модернізувати законодавство про ринок праці; провести реформу державної адміністрації для підвищення її ефективності та зниження витрат; розробити програму приватизації та передати приватизовані активи в спеціальний фонд, керований грецькою владою під наглядом європейських інститутів, кошти якого підуть на виплату кредиту, скорочення рівня боргу, рекапіталізацію банків і інвестиції в економіку.
14 серпня після дебатів, що затяглися за північ, парламент підтримав план економічної допомоги в обмін на реформи. Більше 40 депутатів правлячої партії «СІРІЗА» не підтримали документ, його прийняття було забезпечено голосами трьох опозиційних партій: «Нова демократія», «ПАСОК» і «Річка».
Хоча твердження цього документа не спричинило за собою голосування про недовіру уряду, то, що більше 40 депутатів від «СІРІЗА» з 149 не підтримали (проголосували проти або утрималися) запропонований прем'єр-міністром документ, означало, що правляча коаліція втратила більшість у парламенті. Тож 20 серпня після отримання країною першого траншу міжнародного кредиту Алексіс Ципрас подав у відставку. У телезверненні до народу Ципрас визнав, що не досяг тих умов угоди, яких хотів досягти в січні 2015 року, але зазначив, що домігся для країни найкращого з можливих угоди.. У відповідь на це 25 депутатів парламенту від «СІРІЗА», які виступають проти угоди з міжнародними кредиторами, вийшли з партії і 21 серпня заснували нове політичне об'єднання під назвою «Народна єдність»
Відповідно до конституції президент передав право на формування уряду лідерам другої (Вангелісу Меймаракісу від «Нової демократії»), а потім третьої (Панайотісу Лафазанісу від «Народної єдності») за величиною фракцій у парламенті. Коли ні той, ні інший не змогли заручитися більшістю в парламенті, 28 серпня президент Греції розпустив парламент, призначив вибори на 20 вересня і доручив голові Верховного суду Греції Василіка Тану-Христофілу очолити тимчасовий уряд до обрання нового парламенту.

## Підсумки
Парламентський бар'єр у 3% подолали: 1. СІРІЗА 35,51% (145 мандатів (95 + 50)), 2. «Нова демократія» 28,17% (75 мандатів), 3. «Золотий світанок» 7,06% ( 19 мандатів), 4. ПАСОК 6,41% (17 мандатів), 5. Комуністична партія Греції 5,46% (14 мандатів), 6. «Річка» 3,97% (11 мандатів), 7. «Незалежні греки» 3,67% (10 мандатів), 8. «Союз центристів» 3,41% (9 мандатів).
|                                                                            |                                     |           |         |         |                |       |  |  |  |  |
|                                                                            |                                     |           |         |         |                |       |  |  |  |  |
| Партія                                                                     | Партія                              | Голосів   | Голосів | Голосів | Місць          | Місць |  |  |  |  |
| Партія                                                                     | Партія                              | Голосів   | %       | Зміна   | Місць отримано | Зміна |  |  |  |  |
|                                                                            | Коаліція радикальних лівих (СІРІЗА) | 1 925 904 | 35,46   | ▼0,88   | 145            | ▼4    |  |  |  |  |
|                                                                            | Нова демократія                     | 1 526 205 | 28,10   | ▲0,29   | 75             | ▼1    |  |  |  |  |
|                                                                            | Золота зоря (ΧΑ)                    | 379 581   | 6,99    | ▲0,71   | 18             | ▲1    |  |  |  |  |
|                                                                            | Демократична коаліція (ПАСОК-ДІМАР) | 341 390   | 6,28    | ▲1,12   | 17             | ▲4    |  |  |  |  |
|                                                                            | КПГ                                 | 301 632   | 5,55    | ▲0,08   | 15             | ▬     |  |  |  |  |
|                                                                            | Річка                               | 222 166   | 4,09    | ▼1,96   | 11             | ▼6    |  |  |  |  |
|                                                                            | Незалежні греки (ANEL)              | 200 423   | 3,69    | ▼1,06   | 10             | ▼3    |  |  |  |  |
|                                                                            | Союз центристів                     | 186 457   | 3,43    | ▲1,64   | 9              | ▲9    |  |  |  |  |
|                                                                            |                                     |           |         |         |                |       |  |  |  |  |
|                                                                            | Народна єдність                     | 155 242   | 2,86    | Нова    | 0              |       |  |  |  |  |
|                                                                            | АНТАРСІЯ-Робоча революційна партія) | 46 096    | 0,85    | ▲0,17   | 0              |       |  |  |  |  |
|                                                                            | Інші                                | 146 754   | 2,69    | ▬       | 0              |       |  |  |  |  |
|                                                                            |                                     |           |         |         |                |       |  |  |  |  |
| Загалом                                                                    | Загалом                             |           | 100.00  |         | 300            |       |  |  |  |  |
|                                                                            |                                     |           |         |         |                |       |  |  |  |  |
| Дійсні бюлетені                                                            | Дійсні бюлетені                     | 5 431 850 | 97,58   |         |                |       |  |  |  |  |
| Недійсні бюлетені                                                          | Недійсні бюлетені                   | 134 445   | 2,42    |         |                |       |  |  |  |  |
| Явка                                                                       | Явка                                | 5 566 295 | 56,57   |         |                |       |  |  |  |  |
|                                                                            |                                     |           |         |         |                |       |  |  |  |  |
| Source: Ministry of Interior [Архівовано 9 квітня 2015 у Wayback Machine.] |                                     |           |         |         |                |       |  |  |  |  |